# امیمو سالوی
اِمیمو سالوی (ایتالیایی: Emimmo Salvi؛ زادهٔ ۲۳ ژانویهٔ ۱۹۲۶، مرگ: ۱۹۸۹) فیلمنامه‌نویس، کارگردان و تهیه‌کننده اهل کشور ایتالیا بود.

## قسمتی از فیلمشناسی (کارگردان)
- ولکان، پسر ژوپیتر -۱۹۶۲
- هفت‌خوان علی‌بابا -۱۹۶۳
- مشت، دلار و اسفناج -۱۹۷۸